# Jendouba Sud
Jendouba Sud ou Jendouba est une délégation tunisienne dépendant du gouvernorat de Jendouba.
En 2004, elle compte 68 597 habitants dont 34 395 hommes et 34 202 femmes répartis dans 15 189 ménages et 16 522 logements.